# Daniel Bohan

Erzbischofswappen von Daniel Joseph Bohan

Daniel Joseph Bohan (* 8. November 1941 in Yarmouth, Nova Scotia; † 15. Januar 2016 in Regina, Saskatchewan) war ein kanadischer Geistlicher und römisch-katholischer Erzbischof von Regina.

## Leben
Daniel Bohan trat 1963 ins Holy Heart Seminary von Halifax ein und empfing am 13. Mai 1967 die Priesterweihe Zunächst war er in New Brunswick als Seelsorger tätig. Von 1968 bis 1969 war er Professor für Moraltheologie am Holy Heart Seminary. 1999 wurde er in den Ausschuss für das Evangelium, Ökumene und Theologie in der United Church of Canada entsandt.
Papst Johannes Paul II. ernannte ihn am 14. Mai 2003 zum Weihbischof in Toronto und zum Titularbischof von Migirpa. Der Erzbischof von Toronto, Aloysius Matthew Kardinal Ambrozic, spendete ihm am 3. Juli desselben Jahres die Bischofsweihe; Mitkonsekratoren waren André Richard CSC, Erzbischof von Moncton, und James Martin Hayes, Alterzbischof von Halifax. Kurz darauf wurde er Mitglied des Sozialausschusses in der kanadischen Bischofskonferenz. Daneben war er dort Vorsitzender der bischöflichen Kommission für die christliche Einheit.
Am 30. März 2005 wurde er von Johannes Paul II. zum Erzbischof von Regina ernannt. 2012 wurde Bohan durch Papst Benedikt XVI. zum Mitglied des Päpstlichen Rates für den Interreligiösen Dialog berufen. Im Jahr 2014 wurde er als Delegierter der kanadischen Bischofskonferenz in den kanadischen Kirchenrat entsandt.
Erzbischof Bohan erlag im Januar 2016 einer Lungenkrebserkrankung.